# Operationale Definition
Die operationale Definition ist in der Logik und Sprachwissenschaft eine Definition, die einem Begriff eine messbare Größe zuordnet.
Die operationale Definition geht auf Percy Williams Bridgman zurück, der mit ihrer Hilfe 1927 unter anderem psychische Störungen definieren wollte, was in hohem Maße klärungsbedürftig war. Nach Bridgeman ist der Begriff der Länge festgestellt, „wenn die Operationen, durch die Länge gemessen wird, festgestellt sind“, also ein Maßband angelegt werde, wobei er die Phänomenologie verkannte.
Es verwundert nicht, dass die operationale Definition dem Operationalismus zugerechnet wird, einer von Bridgman entwickelten Richtung, wonach die Bedeutung eines Begriffs aus nichts weiter bestehe als einer Reihe von Operationen.

## Beispiele
Operationale Definitionen des Alltags sind unter anderem Bauanleitungen, Gebrauchsanleitungen, Kochrezepte oder technische Daten. Im Alltag wird beispielsweise das Alter definiert als „Zeitraum zwischen der Geburt und dem Tag der Datenerhebung“. „Intelligenz ist, was der Intelligenztest misst“.

## Operationalisierung
Wenn beispielsweise gemessen werden soll, wie viele Autofahrer „gut“ fahren können, so muss zunächst festgelegt werden, was man genau unter dem Begriff „gut fahren“ versteht. Denn jede Person hat zwar eine gewisse Vorstellung von „gut“, aber es ist nicht klar, was diese qualitative Aussage bedeutet, wenn man sie empirisch fassbar machen möchte.
Das Problem hierbei ist, dass ein Erfahrungsbegriff, der im Alltag nicht näher definiert werden muss, für eine wissenschaftliche Aussage in dieser Form nicht ausreichend ist, da jede Person einen anderen Erfahrungsbegriff anwendet. Daher werden zunächst „Variablen“ bzw. „Indikatoren“, also ein in verschiedenen Ausprägungen vorhandenes Merkmal eines Untersuchungsgegenstandes, definiert, die sich als geistige oder physikalische Operatoren des durch den Begriff bezeichneten Sachverhaltes bezeichnen lassen. In diesem Falle könnten etwa die Operatoren „umsichtig“, „Tempolimit einhaltend“ o. ä. festgelegt werden. Unter der Operationalisierung versteht man nun die Schritte der Zuordnung von empirisch erfassbaren, zu beobachtenden oder zu erfragenden Indikatoren zu einem theoretischen Begriff. Durch Operationalisierung werden Messungen der durch einen Begriff bezeichneten empirischen Erscheinungen möglich und für nicht mit dem Definierer identische Personen nachvollziehbar.

## Bedeutung in der Physik
Die in der Physik vorgefundene Variante der operationalen Definition fassen Bortz und Döring so zusammen:
„1. Die operationale Definition ist synonym mit einem korrespondierenden Satz an Operationen […]
2. Ein Begriff sollte nicht bezüglich seiner Eigenschaften, sondern bezüglich der mit ihm verbundenen Operationen definiert werden.
3. Die wahre Bedeutung des Begriffs findet man nicht, indem man beobachtet, was man über ihn sagt, sondern indem man registriert, was man mit ihm macht.
4. Unser gesamtes Wissen ist an Operationen zu relativieren, die ausgewählt wurden, um unsere wissenschaftlichen Konzepte zu messen. Existieren mehrere Sätze von Operationen, so liegen diesen auch mehrere Konzepte zugrunde.“

## Bedeutung in den Sozialwissenschaften
In den Sozialwissenschaften tritt bei der Beziehung von theoretischem Begriff zu operationaler Definition ein besonderes Problem auf:
- Der Begriff kann „unterdefiniert“ sein, d. h. der Begriff wird dann inhaltlich auf das Einhalten der Messregel reduziert.
- Der Begriff ist „überdefiniert“, d. h. im Begriff schwingen noch Bedeutungsnuancen mit, die durch seine Messregeln gar nicht abgedeckt sind (definitio accidentalis).

Im letzteren Falle wird die operationale Definition durch die Verwendung innerhalb einer Theorie überfordert; denn sie wird für Aussagen in Anspruch genommen, welche sie sachlich nicht leisten kann. Damit stehen die Gültigkeit oder Validität der Indikatoren in Frage.
Es müssen zwecks Operationalisierung also Messregeln angegeben werden. Sie geben entweder an, unter welchen Bedingungen einem Sachverhalt ein qualitativ umschriebenes Merkmal zuzuschreiben ist (Kategorisierung). Oder wenn derart zurechenbare Merkmale quantifizierbar sind, wird eine Skala mit Maßeinheiten für Messgrößen (Dimensionen) angegeben, wodurch jedem dadurch beschreibbaren Tatbestand eine bestimmte Messgröße (d. h. ein Zahlenwert) zugeordnet werden kann. Solche quantifizierbaren Merkmale werden auch in abgekürzter Redeweise Variable genannt.

## Anliegen der operationalen Definition
Insgesamt versucht die operationale Definition also theoretische oder abstrakte Begriffe, die im Grunde nicht direkt messbar sind, durch Zuordnung von Indikatoren eine Messung zu ermöglichen. Der ursprüngliche Begriff wird hier in einzelne Variablen zerlegt, um eine Grundlage für die Messung zu erhalten. Dabei werden oftmals Dispositionsbegriffe zu Rate gezogen, die Eigenschaften beschreiben, die nicht durch direkte Beobachtung erkennbar sind, sondern an gewisse Prüfbedingungen geknüpft sind, daher werden die meisten Definitionen als partiell bezeichnet, beispielsweise der Begriff „fettlöslich“: Die Fettlöslichkeit kann erst mittels Experiment bewiesen werden. Hier stellt nun die Vorbedingung eine Operation dar, womit man die zu definierende Eigenschaft überprüft (siehe Operationalisierung).

## Konklusion
Eine operationale Definition ist also ein so genau definierter Erfahrungsbegriff, dass Urteile über Beobachtungen möglich werden, beispielsweise über einen Satz wie "Diese Person ist ein sehr guter / guter / ... / schlechter / sehr schlechter Autofahrer".